# Mimosa amambayensis
Mimosa amambayensis är en ärtväxtart som beskrevs av Emil Hassler. Mimosa amambayensis ingår i släktet mimosor, och familjen ärtväxter.

## Underarter
Arten delas in i följande underarter:
- M. a. amambayensis
- M. a. glabrata